# Náboženství v Ugandě

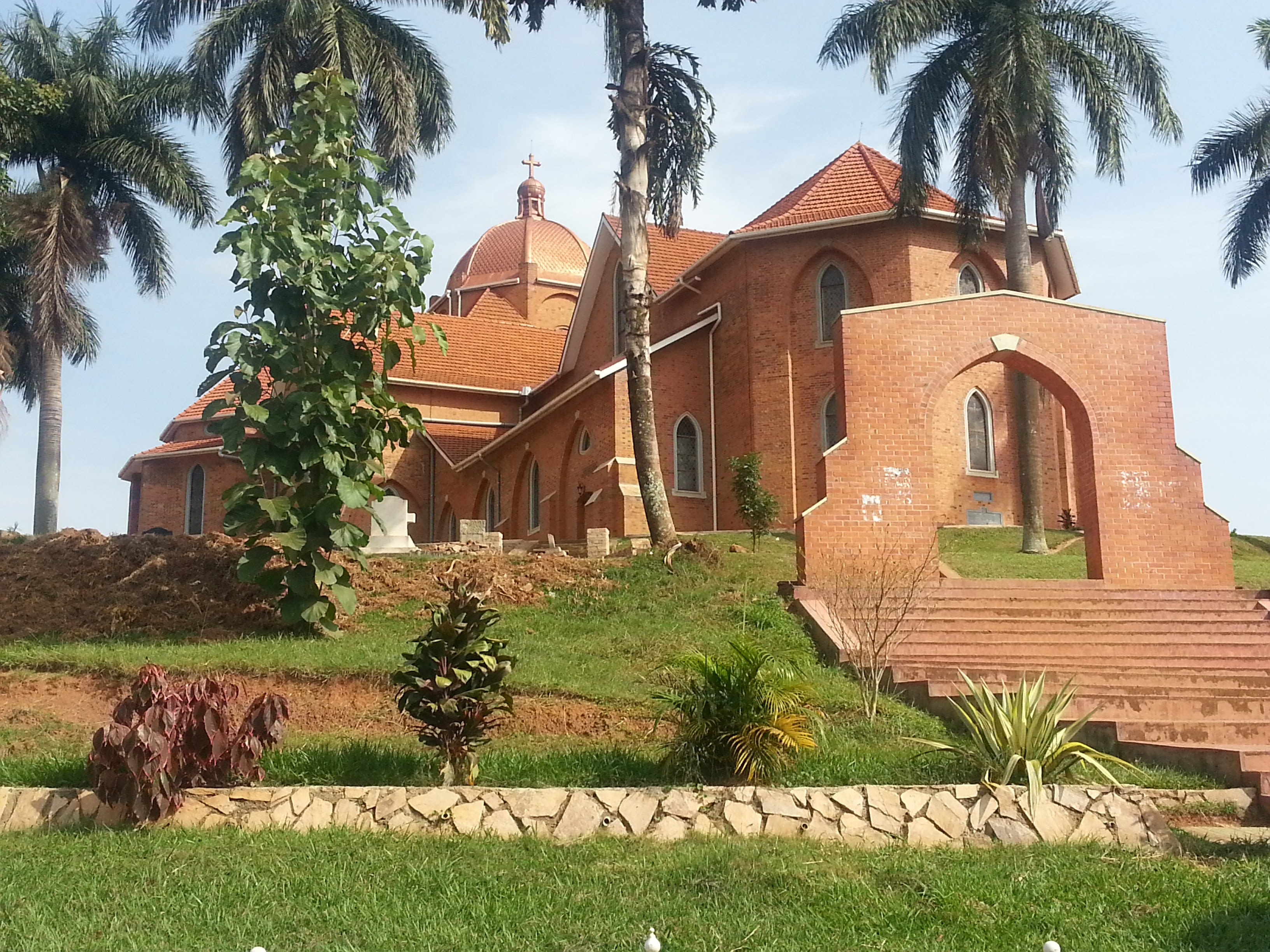
Anglikánská katedrála sv. Pavla na vrchu Namirembe v Kampale

Uganda je nábožensky různorodá země, nejrozšířenějším náboženstvím je křesťanství. 
Podle údajů z roku 2014 tvoří protestanti 45,1% obyvatelstva (z toho anglikáni 32%, evangelikálové a letniční 11,1%, adventisté sedmého dne 1,7%), římští katolíci 39,3% obyvatelstva a muslimové 13,7% obyvatelstva.
Římskokatolická církev v Ugandě se člení na čtyři církevní provincie (metropolie), sestávající ze 4 arcidiecézí a 15 diecézí; součástí římskokatolické církve je dále Vojenský ordinariát Ugandy, který je přímo podřízen Apoštolskému stolci. 
Anglikáni jsou sdruženi v Církvi Ugandy (Church of Uganda), která je jednou z provincií anglikánského společenství a člení se na 37 diecézí; v jejím čele stojí arcibiskup Ugandy, který je současně biskupem kampalským. Církev vznikla na základě anglikánských misií započatých v roce 1877.
Většinu muslimů v Ugandě tvoří sunnité. V distriktu Yumbe na hranicích s Jižím Súdánem tvoří muslimové většinu obyvatelstva (76%).
Náboženská svoboda je v Ugandě zaručena ústavou z roku 1995. Jako státní svátky se slaví Velký pátek, Velikonoční pondělí, Vánoce, Svátek přerušení půstu a Svátek oběti.